# Sungur
A Sungur (magyarul: vadászsólyom vagy turul) egy kis hatótávolságú légvédelmi rakéta, amelyet a török Roketsan vállalat fejleszt és gyárt. A rakéta gyalogosan is hordozható és indítható, de járműre telepített változata is ismert. A Sungur rakéta 500 és 8000 méter közötti távolságban lévő célok ellen indítható, míg a legnagyobb célmagasság 4000 méter lehet. Az infravörös képalkotó rávezetésnek köszönhetően a rakéta jó zavarvédettséggel rendelkezik. Az első rakétákat 2022 júliusában szállították le a török haderőnek, amely a Stinger rakétáit kívánja leváltani velük.